# Mitoura patersonia
Mitoura patersonia är en fjärilsart som beskrevs av Brehme 1907. Mitoura patersonia ingår i släktet Mitoura och familjen juvelvingar. Inga underarter finns listade i Catalogue of Life.